# 猛暑

猛暑（もうしょ）とは平常の気温と比べて著しく暑いときのことである。主に夏の天候について用いられる。数値的な基準はなく、比較基準となる「平常の気温」の設定、地域ごとの偏差、現象の空間的範囲といった点で定義に曖昧さがあるが、例えば日本においては2007年以降、1日の最高気温が35℃以上の日を「猛暑日」という。意味が類似、重複する言葉に、熱波（Heat wave） があげられる。熱波は「数日間続く猛暑（WHO）」、「異常で不快なほどに暑い天候である期間（IPCC第5次評価報告書）」等と定義される。
1990年代以降、ほぼすべての陸域において猛暑の期間、頻度、強度は顕著に増加している。この傾向は温室効果ガスの排出が引き起こす地球温暖化（人為起源の気候変動）が要因とされる。
猛暑の原因にはフェーン現象、ラニーニャ現象のような自然本来の不規則な変動があげられる。しかし、急激に増加した猛暑の主な原因は地球温暖化である（都市においてはヒートアイランド現象が加わる）。
猛暑および2日から数か月続く猛暑（熱波）は、それ自体が深刻な自然災害であり、人間の健康、社会、環境、物理、経済システムに直接的または間接的に影響を及ぼす。猛暑と罹患率、死亡率の上昇には強い関連性がある。

## 猛暑と関連する指標

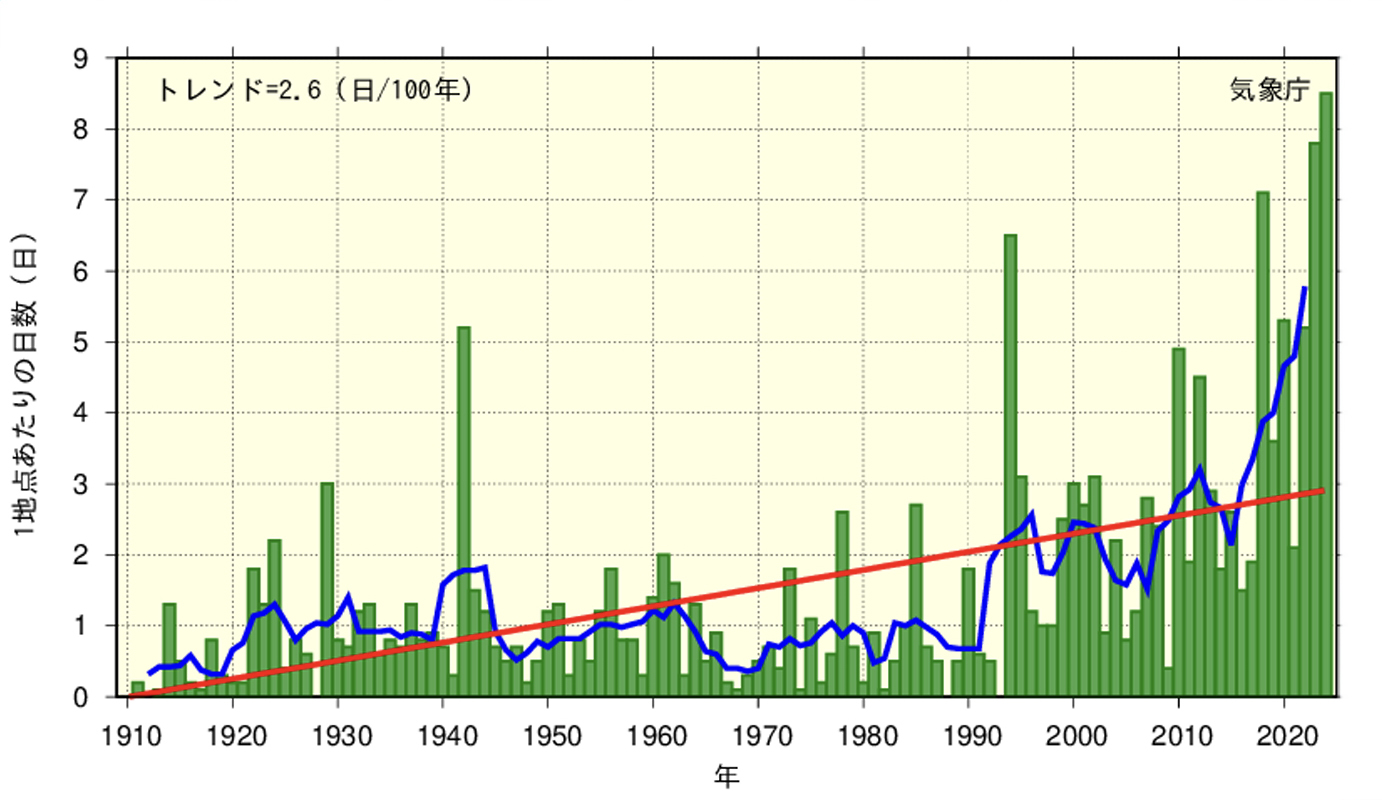
1910年から2024年の日本全国13地点における猛暑日の年間日数の変化。都市化の影響が比較的小さく、長期間の観測が行われている13地点（網走、根室、寿都、山形、石巻、伏木、銚子、境、浜田、彦根、多度津、名瀬、石垣島）の観測結果より。気象庁の観測データ。

### 熱ストレスに着目した指標
人体の熱収支および熱ストレスに着目した指標に、湿球黒球温度（WBGT、暑さ指数）や湿球温度（WBT）がある。湿球黒球温度は、湿度、日射や輻射等の熱環境、気温を、湿球温度は気温と湿度の影響をそれぞれ数値化し、人々が安全に行動できる範囲を評価するために使用される。人間の生存限界は湿球黒球温度および湿球温度35℃が閾値になり、それを超えた環境下では健康な若者でも生命の危険がある。
バングラデシュでは、1979年から2021年の国全体の年間平均湿球黒球温度が10年ごとに0.08から0.5°Cの割合で上昇し、不快指数の上昇や健康リスクの増大が引き起こされた
。南オーストラリア地域では、WBGTが広範囲で6.5℃上昇する可能性があり、2050年頃までに人間の許容限界理論値を超える恐れがある。日本では、原則運動中止となる湿球黒球温度31℃以上の日が、年間1.8日（1991年から2000年）から7.7日（2015年から2024年）へと約4倍以上増加している。世界銀行が発表した2022年の報告書では、インドの湿球温度が世界で初めて35℃を超える可能性が指摘された。熱ストレスの指標には他に、人体の生理学的反応を評価するユニバーサル熱気候指数（UTCI）がある。
他に、蒸し暑さを数量的に表した指標に、不快指数（temperature-humidity index）、暑熱指数（Heat index）などがあり、これらは国によって異なるバージョンが使用される。

### 気温を指標にした気象用語
日本の気象庁は、日最高気温35℃以上の日を指す「猛暑日（もうしょび）」という気象用語を2007年4月1日に制定した。また、気象庁による定義ではないが、日本気象協会は2022年8月2日より、日最高気温が40℃以上の日を酷暑日と呼んでいる。日本で観測される猛暑日の年間日数は地球温暖化と都市化の影響で増加傾向にあり、100年あたり2.6日のペースで増加している（1910年から2024年の期間）。
猛暑日の他に、1日の最高気温が30℃以上になる日を指す「真夏日」や、夕方から翌日朝までの最低気温が25℃以上になる夜を指す「熱帯夜」も猛暑の指標となる日本の気象用語である。日本において、全国の真夏日、熱帯夜の日数は猛暑日と同様どちらも増加傾向にある。都市化の影響が比較的小さいとみられる13地点（札幌、仙台、横浜、名古屋、京都、福岡）における1927年から2023年までの統計の平均では、真夏日が100年間で8日のペース、熱帯夜が100年間で19日のペースで増加している。

## 原因とメカニズム
猛暑が発生する原因には、高気圧、日射量、フェーン現象、海洋と大気の年周期変動など、自然が本来持つゆらぎがある。しかし、1990年代後半以降の猛暑の増加は人間の活動によって引き起こされた地球温暖化やヒートアイランド現象によって起こっていると考えられている。

### 人為起源による気温の底上げ

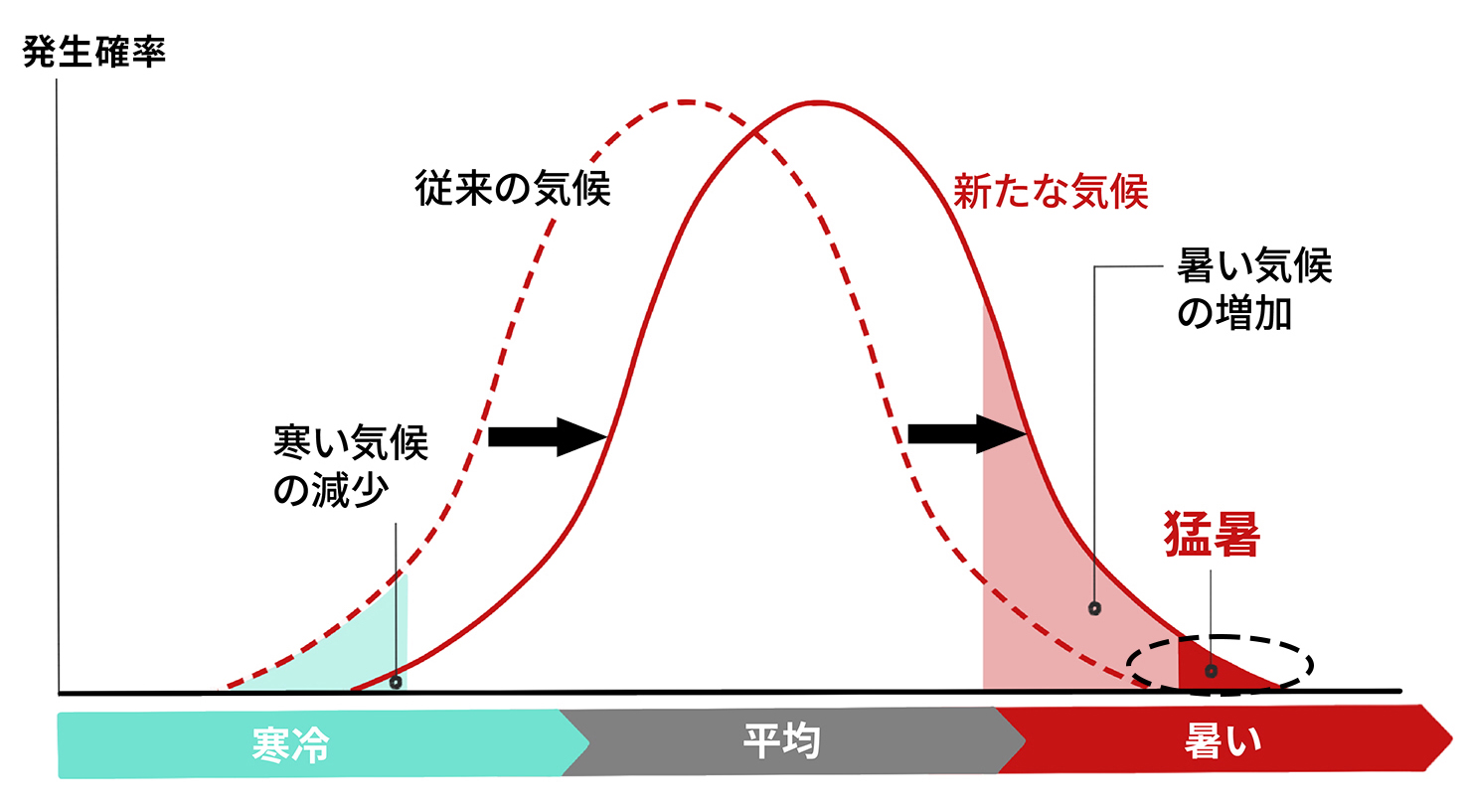
温暖化による気温の確率分布のシフト。V. Balaram 2024の図表より作成。 気候のわずかな変化が天候に大きな違いをもたらす。山型の分布線を右のより暑い気温方向へシフト（矢印の動き）させているのが、人為起源による気温の底上げ、すなわち地球温暖化とヒートアイランド現象である。

人為的な温室効果ガス排出による地球温暖化や、都市化によって都市部を中心に気温が上昇するヒートアイランド現象による平均気温の底上げが、より極端な猛暑の発生確率を押し上げている。発生した猛暑に地球温暖化やヒートアイランド現象がどの程度影響したかの正確な評価には精密な分析が必要だが、平均気温がわずかに上昇するだけでも猛暑の強度と頻度は増す。

#### 地球温暖化
地球温暖化が0.5℃進むごとに、熱波の強度、頻度、持続時間などは明らかに増加する。地球温暖化によって、2021年の太平洋岸北西部で発生した猛暑においては少なくとも8倍、2024年6月にアメリカ南西部、メキシコ、中米で発生した猛暑は、35倍発生しやすくなっていた。
日本では、イベント・アトリビューション分析の結果、2018年や2024年7月、2025年6月の記録的猛暑は地球温暖化がなければ起こり得なかったことがすでに分かっている。

#### ヒートアイランド現象
建物や工場、自動車からの廃熱の増加、アスファルトとコンクリートの被覆面積の拡大と緑地の減少、建物の密集などによって都市部を中心に気温が上昇するヒートアイランド現象が強度の高い猛暑を増加させている。欧州委員会の共同研究センターは、周辺郊外地域と比較した際の地表温度が、スペインのマドリードで8.5℃、インドのムンバイで7℃、アメリカのニューヨーク、イギリスのロンドンで4.5℃高かったことを報告している。フランスでは、猛暑期間に、パリ周辺の夜間の気温が周辺地域と比較して10℃高くなることがある。
日本では、2004年7月20日に観測された東京都心での観測史上最高気温となる39.5℃の記録は、ヒートアイランド現象による気温の高止まりに、背の高い高気圧、フェーン現象などが重なったことで発生したと考えられる。

### 自然の変動
自然が本来持つゆらぎ、例えば大気の循環パターンや太平洋高気圧の偏りなど、地球全体の気候の変動は猛暑発生の原因となる。猛暑の原因となる自然の現象には以下があげられる。

#### フェーン現象
フェーン現象は、気流が山の斜面に当たって山を越えた後、暖かく乾燥した下降気流となり、その周辺地域の気温を上昇させる現象である。典型的なフェーン現象は雨をともなうが、雨をともなわないフェーン現象もある。各国地域で、チヌーク現象（ロッキー山脈）、ボラ現象（クロアチア）、サンタアナ現象（南カリフォルニア）、ゾンダ現象（アルゼンチン）等、別の名称で呼ばれる場合もある。

#### 大気海洋の自然変動
高気圧は下降気流を発生させ、下降気流は雲を発生させないので晴れの天気が続き、気温上昇を招く。さらに、下降気流によって上空の空気が地上に降下し、降下した空気が気圧の影響で圧縮されて体積が小さくなる際に発生する運動エネルギーも気温を上昇させる。以下は高気圧の発生に関連する主な現象である。

##### ラニーニャ現象とエルニーニョ現象
ラニーニャ現象とはフィリピン近海を含む西太平洋熱帯域の海面水温が低い状態が半年から1年程度持続する状態を指す。エルニーニョ現象はその対となる現象で、同海域で海面水温が高くなる状態が続く。
通常、地球全体の気温は、エルニーニョ現象の発生期間中は上昇し、ラニーニャ現象の発生期間中は低下する。しかし、地域的な影響は複雑であり、中央および東太平洋で通常の気圧よりも高い状態の要因となる。例えば、日本では、ラニーニャ現象による太平洋高気圧の北への張り出しによって夏の気温が高くなりやすい。2010年に日本で観測された極端な猛暑は、ラニーニャ現象の発生が一因とされる。また、太平洋中央部の赤道付近で水温が上昇するエルニーニョもどきと呼ばれる現象も、その海域で対流活動を活発化させ、それを補うようにして北太平洋の高気圧を強める。

##### ダイポールモード現象
インド洋ダイポールモード現象の「正の位相（インド洋熱帯域の海面水温が南東部で下がり、西部で上がる）」が発生すると、アジアモンスーンの変動を通じて、インドネシア、オーストラリアでは雨が減少し、日本付近では高気圧が強まる場合があり、猛暑の一因となる可能性がある。通常、この現象は2年連続で起こることは珍しいが、2006年、2007年、2008年は3年連続で発生した。。

#### テレコネクションによる気象現象
テレコネクションは、離れた2つ以上の地域で気圧がシーソーのように影響しあって変化する現象である。テレコネクションのパターンは特定の地域に猛暑をもたらす場合がある。

##### シルクロードパターン
夏にユーラシア⼤陸上にしばしば現れる亜熱帯ジェット気流（アジアジェット）の⼤きな蛇⾏をシルクロードテレコネクションと呼ぶが、この中でも最も出現しやすい⼩笠原⾼気圧の強弱に関連するパターンをシルクロードパターンと呼ぶ。シルクロードパターンが発生すると東アジア、中国北西部や日本を中心に高温になりやすい。

##### PJパターン
夏季のフィリピン近海の対流の強度と、日本周辺の気圧の偏差が相関関係を持って変化することをPJパターンという。フィリピン近海の対流が強まるとPJパターンによって小笠原高気圧が強くなり、東アジア、韓国や日本を中心に猛暑の可能性が増加する。

##### 北極振動や北大西洋振動
北極振動や北大西洋振動が冬の間に負の状態が続くと、オホーツク海高気圧が弱まり、特定の地域で猛暑要因の一つとなる可能性が指摘される。

## 20世紀後半以降の猛暑異変

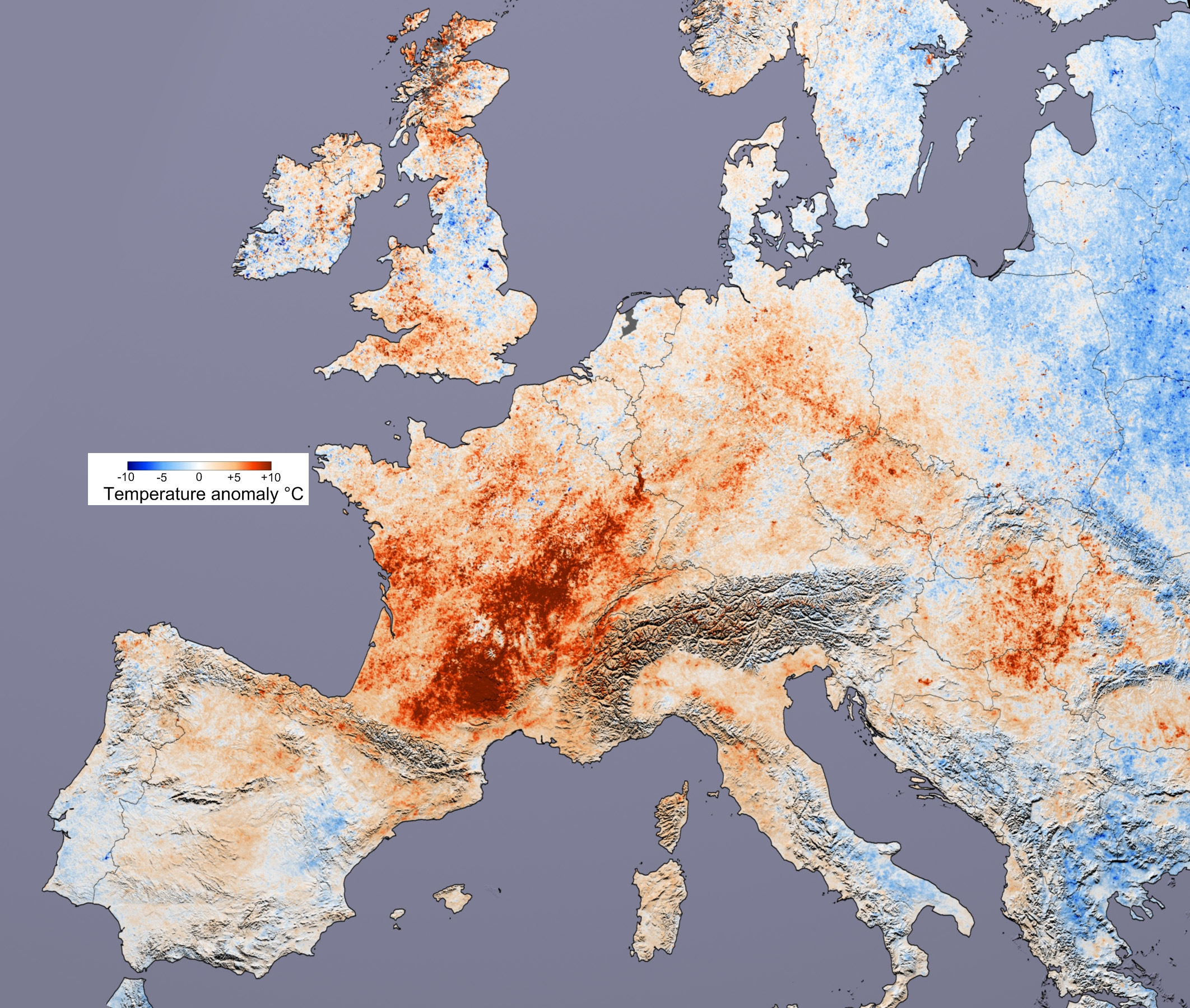
フランスなどを襲った2003年夏の熱波における気温の平年差。内陸部を中心に8℃から10℃以上高い地域がある。

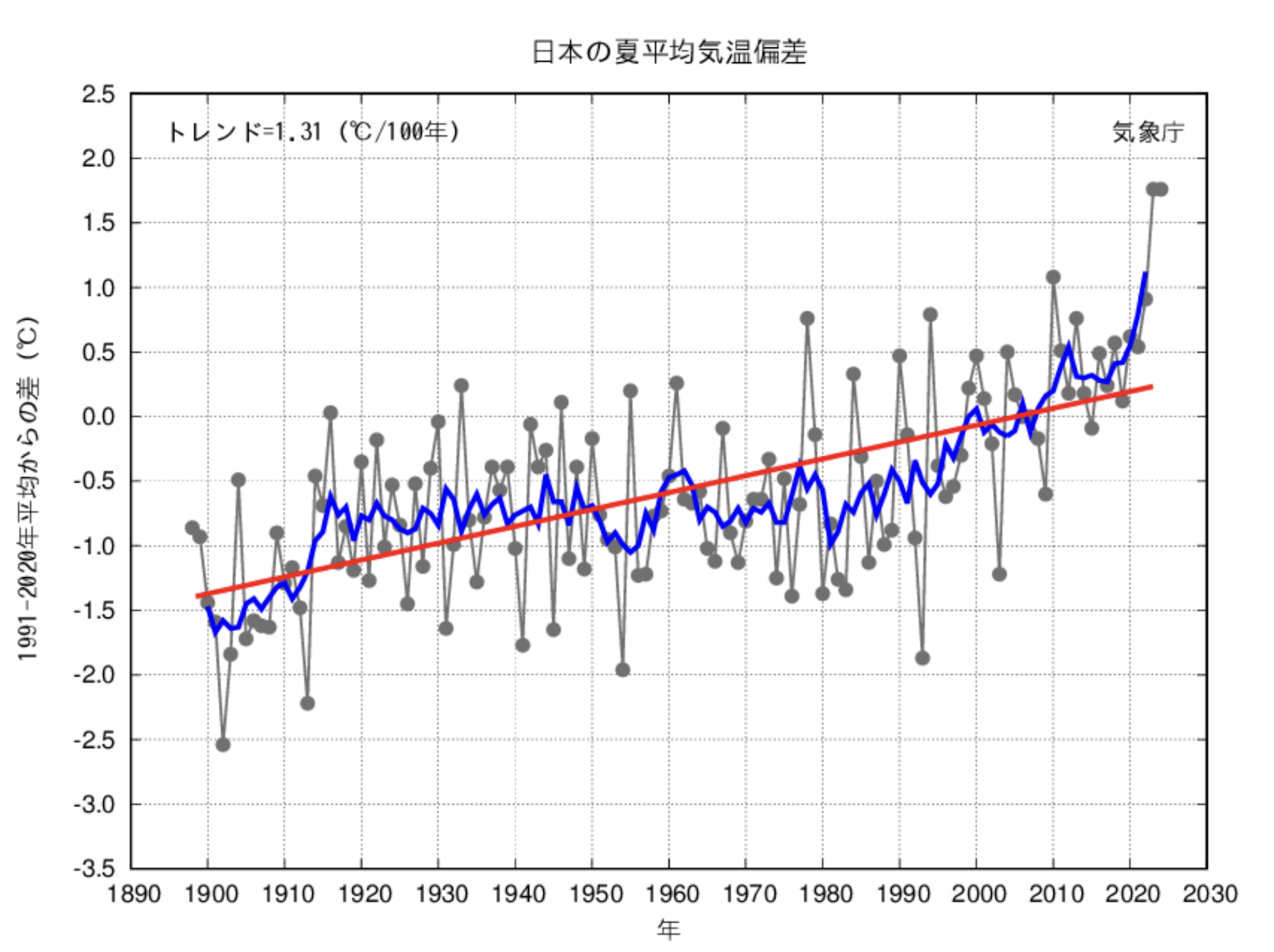
日本の夏の平均気温偏差。細線（黒）：各年の平均気温の基準値からの偏差、太線（青）：偏差の5年移動平均値、直線（赤）：長期変化傾向。基準値は1991〜2020年の30年平均値。

1990年代以降、猛暑の強度、頻度、期間は人為起源の地球温暖化によって明瞭に増加している。極端で珍しい現象と考えられていた猛暑は、世界的に、より日常的な現象となった。
産業革命以前の気候では10年に一度の頻度で発生していた水準の猛暑が、平均して2.8倍の頻度で発生している。さらに温暖化が進行することで、猛暑の頻度は一層高くなるとされ、産業革命以前と比較した気温上昇が2℃に達した場合には、10年に一度の猛暑が、2年に一度の頻度で発生すると見通されている。夏季の世界平均気温は2023年、2024年と2年連続で観測史上最高を記録した。2024年の北半球の夏にあたる6月から8月の世界の気温は、1940年に観測が開始されて以来最高を記録し、1991年から2020年の世界平均気温より0.69℃高かった。
猛暑の強度や頻度が高まり出した初期の例としては、2003年、2010年、2018年のヨーロッパとロシアや、2020年のシベリアでの猛暑があげられる。2003年のヨーロッパの猛暑では、7万人以上の死者が発生した。南半球においては、2016年に南アフリカで発生した記録的な猛暑が同地域の水不足を悪化させ、数年にわたる干ばつなどを引き起こした。
2021年に北米太平洋岸北西部を襲った猛暑、2022年のヨーロッパでの猛暑は、季節全体で6万人を超える熱中症による死亡者を発生させた。2023年には記録的な猛暑がヨーロッパ、中央ロシア、東南アジア、アマゾン川流域で観測された。
他に日本でも、20世紀後半以降の猛暑多発により、夏季の平年値は日本国内の多くの地域で上昇しており、2024年の6〜8月は1991〜2020年の30年平均値より1.76℃高かった。日本の夏の平均気温は100年あたり1.31℃のペースで上昇している。

## 影響
猛暑は、社会、経済、環境に至るまで、多くの側面に影響する。例えば、食糧危機、水不足、気候難民、産業損失、粒子状汚染の発生を引き起こし、人間の健康、インフラ、エネルギーの利用、労働生産性、生活費、水資源、海洋生物、植生、野生動物、オゾン、大気などに悪影響を及ぼす。

### 人間の健康

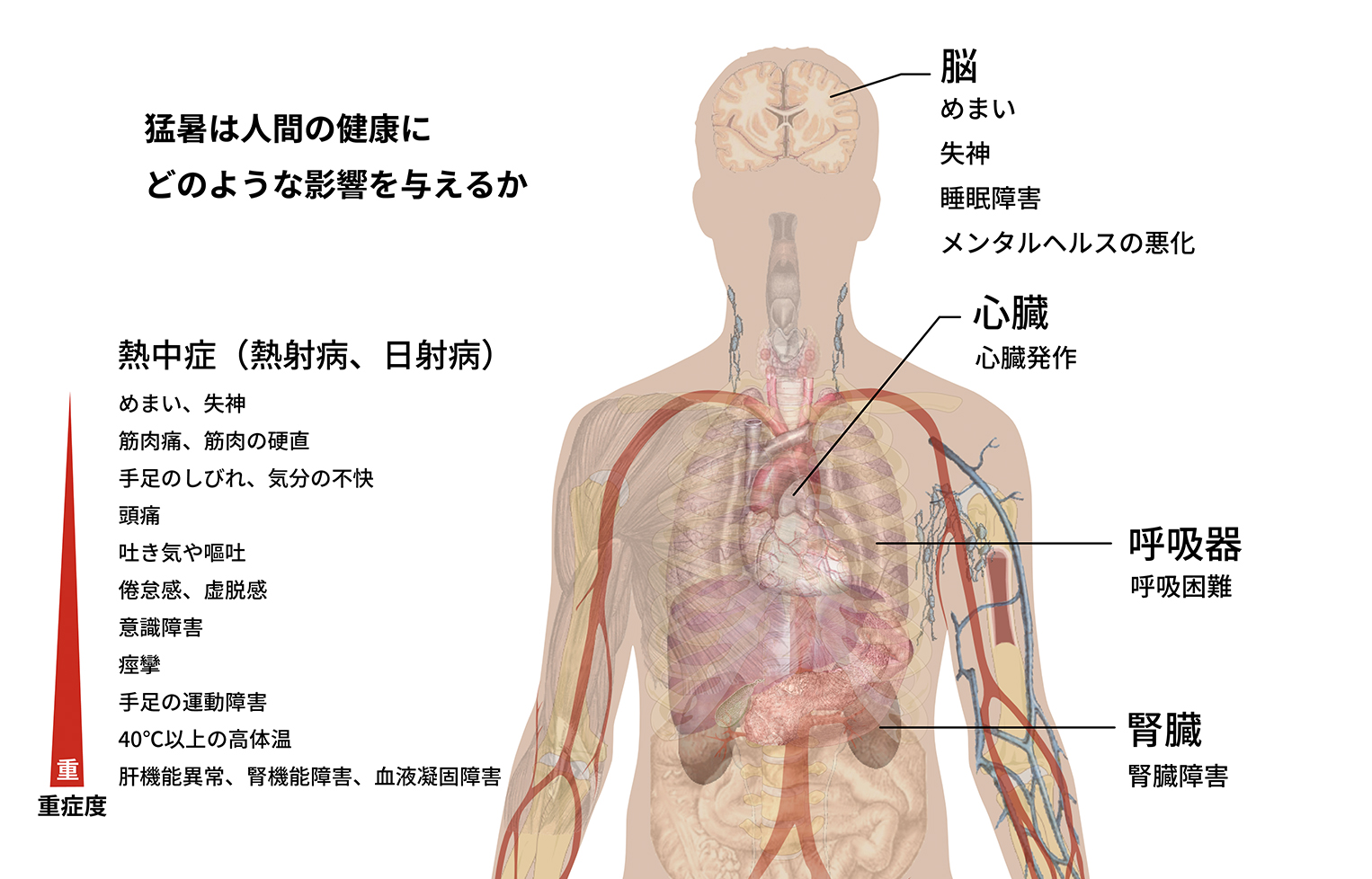
猛暑は人間の健康にどのような影響を与えるか

人は猛暑下で極端な高温にさらされた場合に、放出できる熱量より多くの熱を身体が吸収することが大きな負担となり、めまい、失神、睡眠障害、呼吸困難、熱中症、心臓血管や呼吸器の合併症、腎臓障害などを引き起こす。重篤な場合には、臓器不全や死に至ることもある。
低所得者層など、冷房設備を利用できない人々はより深刻な影響を受ける。また、高齢者、乳幼児、慢性疾患のある人、屋外労働者は特に熱中症の悪影響を受けやすい。熱中症による被害の規模は深刻であり、例えば2000年から2019年にかけては、毎年約48万9,000人が熱中症によって死亡した。猛暑下で起こる脱水症状は熱中症のリスクをさらに高める。
また、猛暑期間後に感染症が増加することがわかっており、温暖化が進むことによって、これまで流行が確認されてこなかった日本などの地域でマラリアやデング熱等の熱帯性の感染症が流行することが懸念されている。

### インフラ、都市機能
猛暑による冷房空調設備の稼動増等で電力需要が急増する。観測史上最高の世界平均気温を記録した2024年の電力需要は4.3%増加したが、その20%は猛暑による冷房需要によるものであった。電力需要が供給量を超えた場合は停電となるが、多大な被害が出たケースもあり、例えば日本では1987年7月23日には首都圏大停電が起こった。
猛暑によって鉄道レールのゆがみの発生や、道路の舗装面融解被害が生じる事例も発生している。JRでもレールの温度超過による徐行運転が行われている。
猛暑は水需要の急増などを理由に上下水道システムにも影響を及ぼす。

### 経済
国連機関は、2030年には猛暑によって8,000万人の労働力が失われるとの試算を発表しており、地球温暖化にともない強度や頻度を増す猛暑による経済損失が危惧されている。すでに農業従事者を筆頭に、建設業、外食産業等のサービス業、製造業などで、暑さによって年間5,000億時間分の労働が損なわれていることが報告されている。
「猛暑効果」等と称されるように、日照時間の増加や暑さに起因して個人消費が増えるとして、猛暑が経済効果をもたらすといわれることがある。しかし、暑さをしのぐために増加した消費が反動で減少する可能性や、外出控えが消費を押し下げる可能性があり、必ずしも猛暑が経済効果をもたらすとはいえない。例えば、日本の内閣府による2023年夏の調査では、エアコン、夏物衣料、飲料やアイスなどに消費増傾向が見られたが、外出控えの影響で、ゴルフ場や美容院などのサービス消費には減少傾向が見られた。気温にすると、35℃を超えると消費が減少傾向に転じることも指摘されており、これも人々が外出を避けるためと考えられる。

### 農業、食糧生産
猛暑は作物、動物、樹木への直接的な損害と、商品やサービスの流れへの影響による間接的な損害によって農業に悪影響を及ぼし、食料不安のリスクを高める。2020年頃にヨーロッパ 、ロシア、米国中部で発生した猛暑は、作物の収量減の要因となった。また、猛暑は家畜が熱ストレスを受ける可能性を高める。熱ストレスを受けた牛には、乳量の減少や成長の遅れ、受胎率の低下といった症状が現れることがある。
例えば日本では、2022年の共同通信の調査の結果、農作物の70品目以上に高温を主な要因とする品質低下や収穫量減などの影響が出ていたことがわかっている。日本における米栽培に関しては、猛暑の年は北海道などを中心に豊作になることが多かったが、 農業環境技術研究センターは、2015年時点で当時より3℃を超えて気温が高くなると、北日本を除いて収穫量が減ると予測している。高温の影響による白未熟粒の発生や一等米比率の低下もすでに見られ、一部の地域では極端な高温年に収穫量の減少が発生している。米の品質低下には、穂が出る時期の高温が大きく影響する。

### 文化
猛暑は文化にも多大な影響を及ぼしている。例えば、避暑地への観光客集中などにより、観光ルートに変化が出ている。世界的な観光名所パルテノン神殿を有するギリシャのアクロポリスでは、猛暑による観光客の体調不良が発生し、特に暑い時間帯には閉鎖措置がとられるようになった。豪旅行会社イントレピッドトラベルを利用するオーストラリアからのヨーロッパ旅行者には、夏のピークシーズンである6から8月を避け、4月、5月、9月などのオフシーズンを選ぶ傾向が見られた。日本では、屋外スポーツイベントや、花火大会、夏祭り、レジャー等が猛暑によって開催に影響を受ける事例が多数起きている。

### 気象災害
数日間持続する猛暑は深刻な被害を出し、それ自体が危険な自然災害である。世界気象機関（WMO）によると、2020年から4年半の自然災害で出た死者のうち、57％は猛暑によるものだった。

### その他
地球温暖化は猛暑のみならず、豪雨、洪水、干ばつなどの気象災害を増加および激甚化させている。そのため、猛暑の増加とその他の気象災害の増加には連動性、関連性がある。その外にも、猛暑は気象災害が発生した際に、インフラや健康リスクへの悪影響という側面で災害支援活動を複雑化させ、活動の遅延や対応の困難さを招くおそれがある。
また、2000年代以降から極端に大規模化傾向にある森林火災、山火事にも地球温暖化は一要因として作用しており、ひいては猛暑増加とも連動、関連している。